# Carles Pellicer Punyed
Carles Pellicer Punyed (Reus, 13 november 1958) is een Catalaans politicus en voormalige burgemeester van Reus.
Na de Spaanse gemeenteraadsverkiezingen van 2011 werd hij op 11 juni 2011 burgemeester van Reus met zijn partij (CiU). Hiermee verbrak hij de hegemonie van 32 jaar van socialistische regering in de stad. In 2023 trad hij af als burgemeester.